# Astronomia babilònica
L'astronomia de Babilònia és l'origen de l'astronomia occidental (segons Asger Aaboe). El nostre coneixement de l'astronomia de Sumer és indirecte, via els catàlegs d'estrelles de Babilònia els primers dels quals daten de 1200 aC El fet que molts noms d'estrelles apareguin en sumeri suggereix una continuïtat des de l'edat del bronze.
Els sumeris desenvoluparen una forma d'astronomia que va tenir una influència important en la sofisticada astronomia dels babilonis. L'astrolatria, que donava als déus planetaris un important paper en la mitologia mesopotàmica, comença amb els sumeris. També ells feien servir el sistema sexagesimal (de base 60) que simplificava la tasca de registrar nombres molt grans i molt petits.
Durant els segles VIII i VII aC els astrònoms babilònics desenvoluparen un nou enfocament empíric per l'astronomia. Començaren estudiant filosòficament la naturalesa ideal de l'univers i començaren a usar una lògica interna amb el seu sistema predictiu dels sistemes planetaris. Això també va ser una importat contribució a la filosofia de la ciència, i alguns estudiosos es refereixen a això com la primera revolució científica. Aquesta nova aproximació a l'astronomia va ser adoptada i desenvolupada per l'astronomia grega i hel·lenística.
Només han sobreviscut fragments de l'astronomia de Babilònia escrits en trossos d'argila amb efemèrides i texts dels procediments. Amb aquests fragments, segons l'historiador Asger Aaboe, l'astronomia babilònica va ser el primer intent amb èxit de donar una descripció matemàtica refinada dels fenòmens astronòmics